# Hang Bystrianska

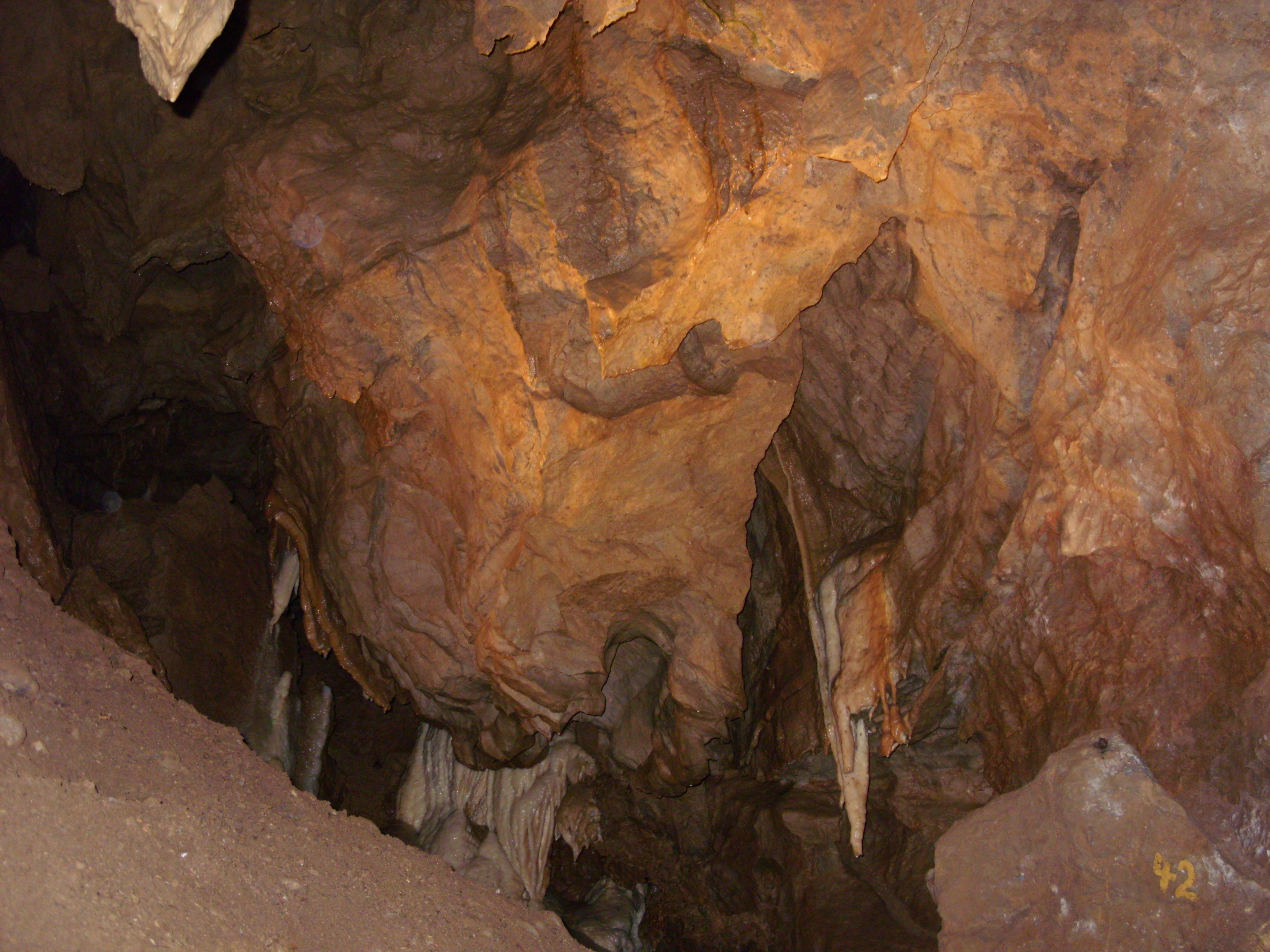
Bên trong hang Bystrianka

Hang Bystrianka là một hang đá vôi nằm trên sườn phía nam của dãy núi Nizke Tatry, dọc theo con đường về phía Banska Bystrica, ở rìa phía nam của thị trấn Bystrá, huyện Brezno, vùng Banskobystrický, Slovakia.

## Lịch sử
Các phần cũ của hang động đã được biết đến từ thời tiền sử. A. Hollmann và J. Kovalčík phát hiện thêm cấu trúc vách đá Peklo vào năm 1926.  Khoảng 490 mét (1.610 ft) hang động đã được phát hiện vào năm 1968.

## Mô tả
Hang chủ yếu bao gồm những tảng đá vôi sẫm màu, hình thành trong các vết nứt kiến tạo do quá trình ăn mòn của nước, sự phá hủy một số phần của trần hang và dần dần sông ngầm Bystra mở rộng. Một dòng suối ngầm vẫn chảy qua phần dưới cùng của hang động, chảy về phía làng Valaska. Hang động được tô điểm bởi nhũ đá và măng đá, trong đó đặc biệt đáng chú ý là thạch nhũ mang tên Zvonivé, Beldachýn và Kovacska vyhna. Hang động dài 2.637 mét (8.652 ft) và sâu 95 mét (312 ft). Đây là hang động chủ đạo nhất của Thung lũng sông Hron Thượng.
Ngoài mục đích làm du lịch, hang động còn là nơi tổ chức các buổi trị liệu hô hấp (speleotherapy) dành cho trẻ em.